# Canadair CL-44
Canadair CL-44 Yukon je bilo kanadsko štirimotorno turbopropelersko transportno/potniško letalo iz poznih 1950ih. Zasnovan je na podlagi britanskega Bristol Britannia.
V 1950ih je Canadair kupil licenco za proizvodnjo Bristol Britannia. Sprva so zgradili patruljnega Canadair CL-28 Argus, ki je imel krila in rep od Britannije, imel pa je nov trup in motorje. Imel je manjšo hitrost in višino leta, je pa imel daljšo avtonomijo (čas leta).
Potem so Kraljeve kanadske letalske sile (RCAF) hotele zamenjavo za C-54GM North Star. Novo letalo je dobilo oznako CC-106 Yukon in CL-44-6 za civilno različico. Januarja 1957 je Canadair dobil naročilo za 8 letal, kasneje so povečali naročilo na 12. Sprva naj bi imel motorje Bristol Orion, pozneje so Britanci preklicali orion program in kasneje so namestili motorje Rolls-Royce Tyne 11. CL-44 je imel 3,75 metra daljši trup od Britannije 300. Imel je presurizirano kabino, ki je imela kapaciteto 134 potnikov.

## Tehnične specifikacije (CL-44D-4)
Podatki iz 
Splošne karakteristike
- Posadka: 3-4
- Število sedežev: 160 potnikov
- Dolžina: 136 ft 11 in (41,73 m)
- Razpon kril: 142 ft 4 in (43,37 m)
- Višina: 36 ft 8 in (11,18 m)
- Površina kril: 2075 ft² (192,7 m²)
- Teža praznega letala: 88952 lb (40348 kg)
- Uporaben tovor: 66048 lb (29959 kg)
- Maks. vzletna teža: 210000 lb (95000 kg)
- Pogon letala: 4 ×  turboprop Rolls-Royce Tyne 515/50, 5730 KM (4270 kW)  vsak
- Propelerji: 4-kraki z nastavljivim krakom propellers

 Zmogljivost 
- Potovalna hitrost: 349 vozlov (402 mph, 646 km/h)
- Doseg: 4855 nm (5588 mi, 8990 km)
- Višina leta: 30000 ft (9100 m)